# Marquisat de Groppoli
 (février 2025).
Améliorez-le ou discutez des points à vérifier. 
1577–1797
Entités précédentes :
- Malaspina di Mulazzo

Entités suivantes :
- Grand-duché de Toscane

Le marquisat de Groppoli, entre la Toscane et la Ligurie, demeure de 1606 à 1774, la propriété directe de la famille Brignole, famille patricienne de Gênes.

## Les marquis de Groppoli
Fin 1577, le marquisat de Groppoli, propriété des Malaspina di Mulazzo est placé sous la protection du grand-duc François Ier de Médicis. En 1592, François Ier fait de Giulio Sale le nouveau marquis de Groppoli. Les Brignole (Giovan Francesco Brignole ayant épousé l'unique fille de Giulio Sale) s'assurent alors de pouvoir récupérer le marquisat, par dot.
En 1606, Anton Giulio Brignole Sale devient le premier marquis de Groppoli où il réside un temps. Le marquisat est géré à distance par des fonctionnaires des Brignole-Sale, qui abusent quelquefois de leurs pouvoirs surtout au début du XVIIIe siècle. Les Brignole-Sale reçoivent l'investiture du grand-duc de Toscane.
En 1773, les paysans de Groppoli, mécontents de la politique fiscale des Brignole-Sale se révoltent et assiègent le château du XVe siècle.
En 1774, par une loi du Grand-Duc concernant la propriété féodale et quand le fils de Ridolfo-Emilio succède a son père, il est dépossédé de toute son autorité et de tous ses pouvoirs. Le marquisat est désormais administré directement par la Toscane.
Le marquisat disparaît  en 1797.

## Liste des marquis de Groppoli
- Giulio Sale, 1er marquis de Groppoli (1560 c.-1592-1607)

Il avait une fille et héritière nommée Geronima qui épousa son cousin germain Gio Francesco Brignole, Doge de Gênes. Après la mort de Giulio Sale en 1607, le Grand-Duc de Toscane fit une seconde investiture du marquisat le 27 juin 1610. Conformément au testament de Giulio Sale, le reste se limita à la lignée masculine:
- Anton Giulio Brignole Sale, 2e marquis de Groppoli (1605/1607-1662)[4], petit fils du précédent
- Ridolfo I Brignole-Sale, 3e marquis de Groppoli (1631-1662), fils du précédent
- Gio Francesco I Brignole-Sale, 4e marquis de Groppoli (1643-1694)[5], frère du précédent
- Anton II Giulio Brignole Sale, 5e marquis de Groppoli (1673-1710)[6]
- Gian Francesco II Brignole Sale, 6e marquis de Groppoli (1695-1710-1760)[7], doge de Gênes, fils du précédent
- Giuseppe Brignole Sale, 7e marquis de Groppoli (1703-1769)[8], frère du précédent, marquis de 1760 à 1769 (?)[9]
- Rodolfo Giulio Brignole Sale, 8e marquis de Groppoli (1708-1774)[10], doge de Gênes, frères des précédents

À partir de 1774, le marquisat est administré directement par le Grand-duché de Toscane, ne reste aux Brignole-Sale que le titre :
- Anton Giulio III Brignole-Sale, 9e marquis de Groppoli (1764-1802), fils du précédent
- Ridolfo III Brignole-Sale, 10e marquis de Groppoli (1784-1832), fils du précédent, ordonné en 1806 et renoncé son titre
- Antoine Brignole-Sale, 11e marquis de Groppoli (1786-1863)[11], frère du précédent

Aux termes de la seconde investiture du 27 juin 1610 (qui limitait le titre à la lignée masculine), le marquisat s'éteignit à sa mort. Cependant, aux termes de l'investiture initiale de 1592, le titre pouvait passer à travers la lignée féminine (le 2e marquis ayant réussi de cette manière). À la mort du 11e marquis, en 1863, la loi italienne aurait exigé que la succession au titre de sa fille Maria soit confirmée par le nouveau roi d'Italie. Comme Maria n'a pas fait cette demande, le titre est devenu dormant:
- Maria Brignole-Sale, duchesse de Galliera, 12e marquise de Groppoli (1811-1888)[12], n'a jamais utilisé le titre

Maria a épousé Raffaele De Ferrari, duc de Galliera. À sa mort, la succession au titre est quelque peu obscure puisque son fils unique survivant, le célèbre collectionneur de timbres Philippe de La Renotière von Ferrary, a renoncé à ses titres. Il apparaît alors qu’à la mort de la duchesse de Galliera en 1888, le titre de dormant est passé à John Dalberg-Acton, 1er Baron Acton, héritier à la ligne de la famille Brignole-Sale (le seul petit-fils de Pellina Brignole-Sale, sœur de le 11e marquis et épouse d'Emmerich von Dalberg, duc de Dalberg):
- John Dalberg-Acton, 1er Baron Acton, 13e marquis de Groppoli (1834-1902), cousin du précédent
- Richard Lyon-Dalberg-Acton, 2e Baron Acton, 14e marquis de Groppoli (1870-1924), fils du précédent
- John Lyon-Dalberg-Acton, 3e Baron Acton, 15e marquis de Groppoli (1907-1989), fils du précédent

En 1946, le royaume d'Italie est remplacé par une république. En vertu de la Constitution italienne adoptée en 1948, les titres de noblesse ne sont pas reconnus légalement. Titre de courtoisie:
- Richard Lyon-Dalberg-Acton, 4e Baron Acton, 16e marquis de Groppoli (1941-2010), fils du précédent
- John Lyon-Dalberg-Acton, 5e Baron Acton, 17e marquis de Groppoli (né en 1966), fils du précédent

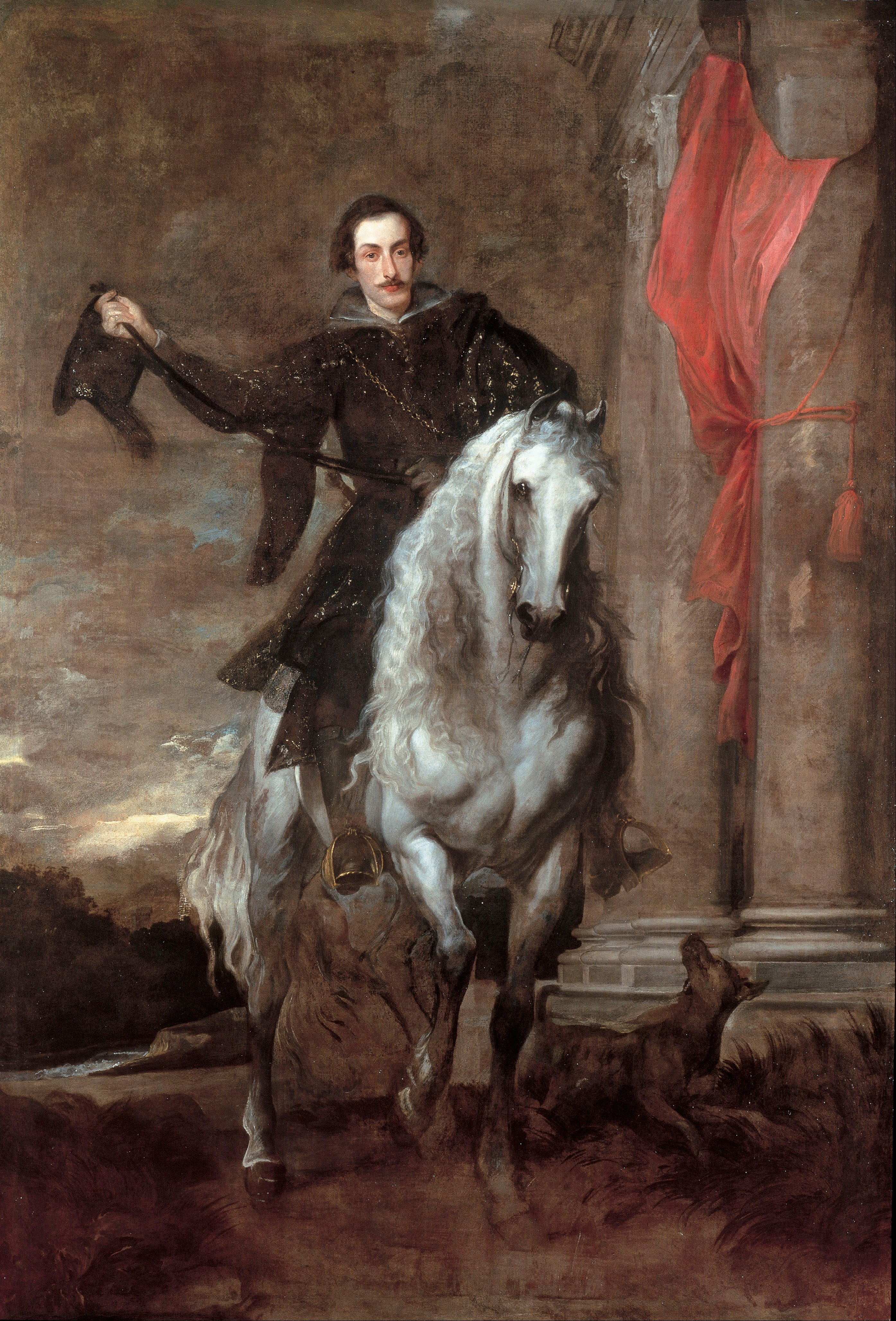
Anton Giulio Brignole-Sale, par Anthony van Dyck en 1627.
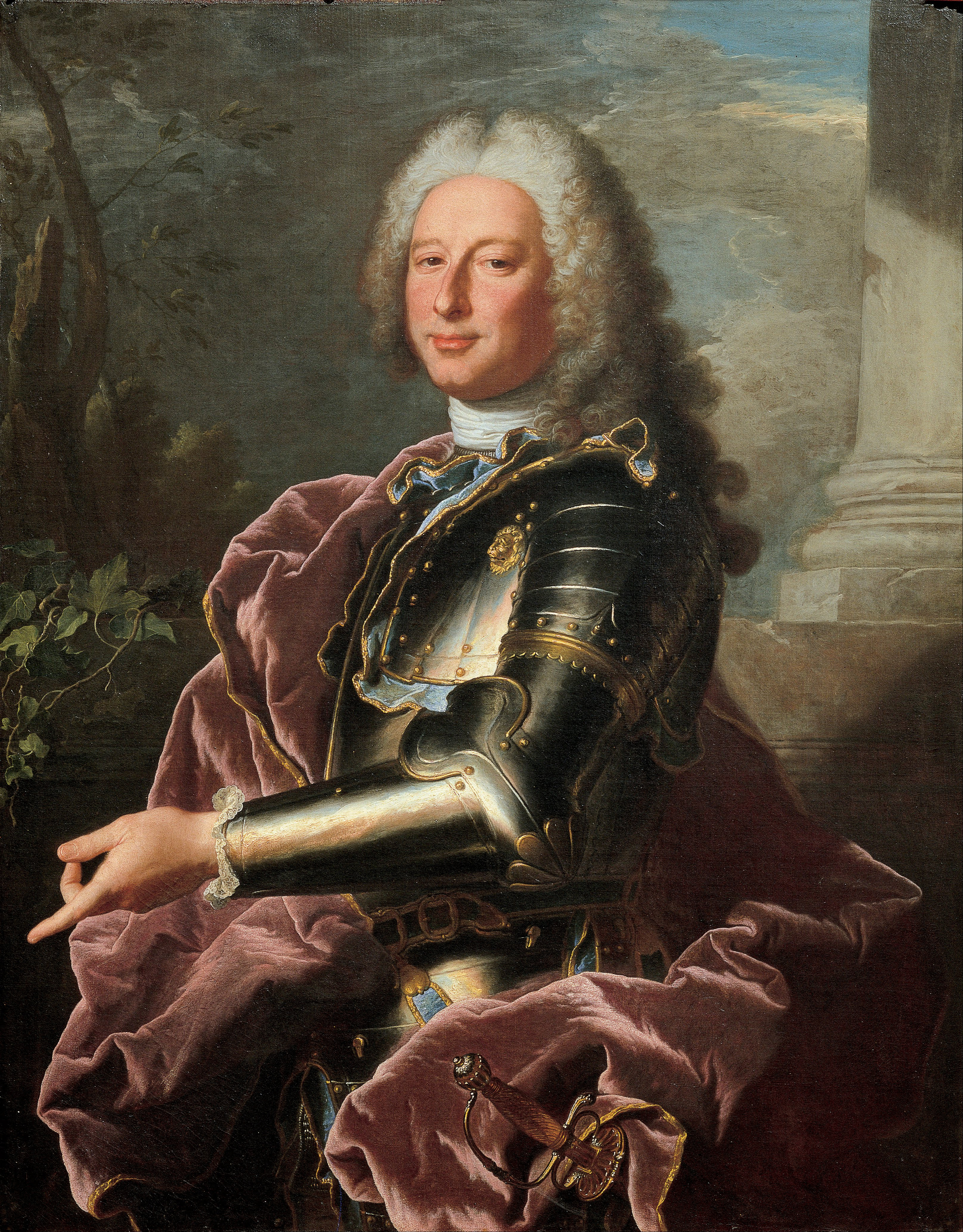
Giovanni Francesco II Brignole-Sale, doge de Gênes 1746-48, par Hyacinthe Rigaud en 1739.
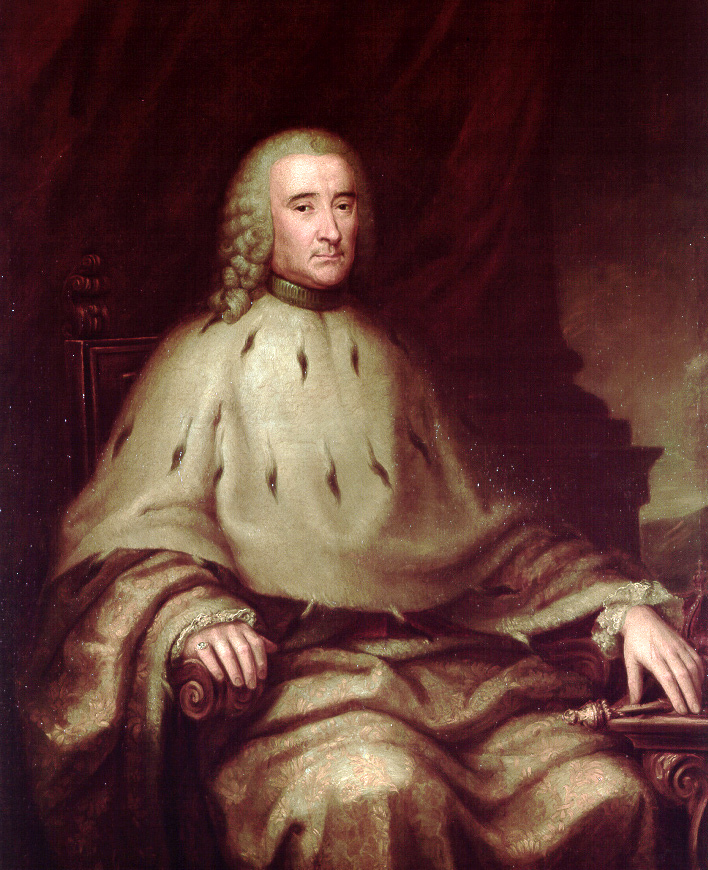
Rodolfo II Brignole-Sale, doge de Gênes 1762-64, par Giovanni Battista Chiappe.
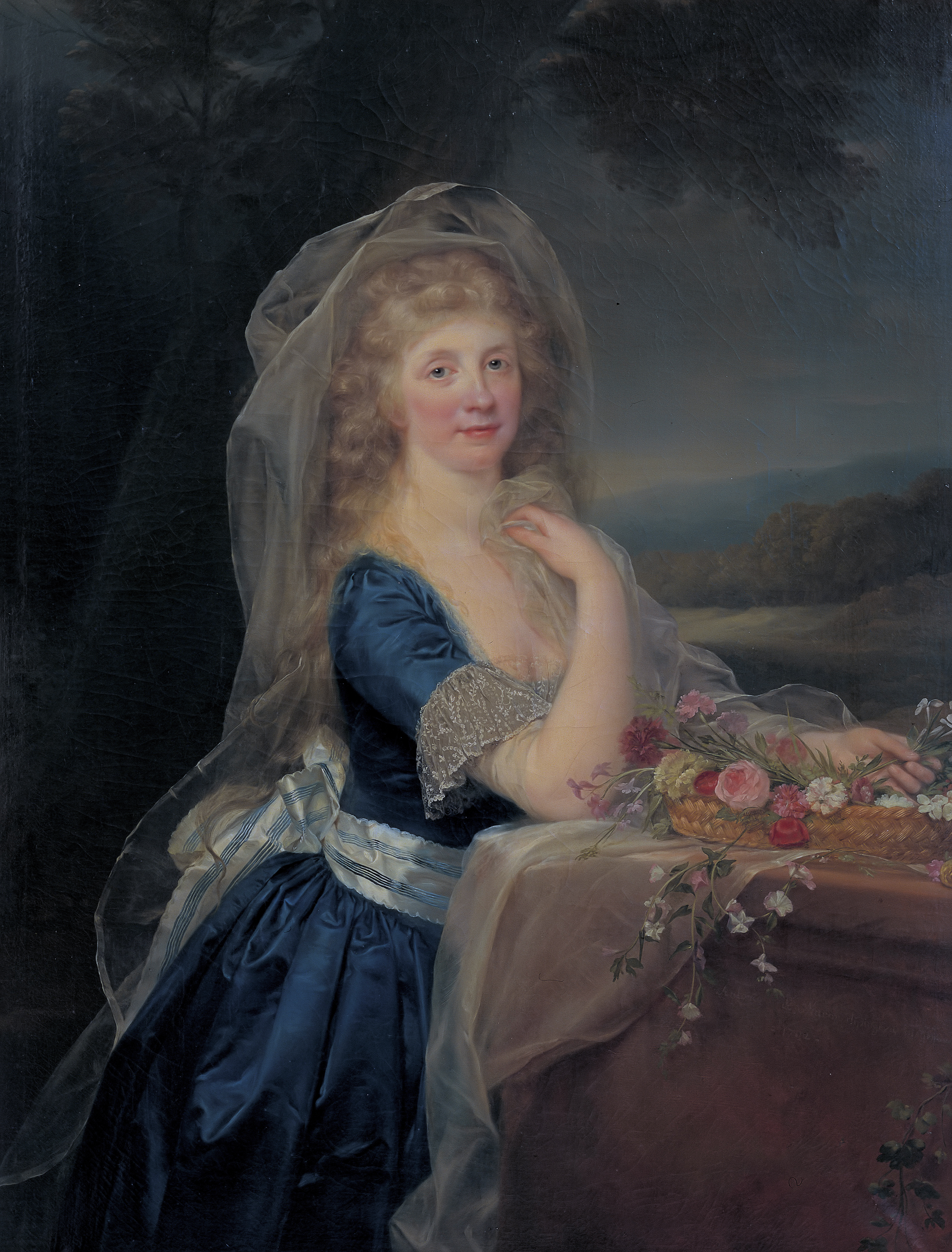
Anna Pieri, épouse du 9e marquis, par Anton von Maron en 1792.